# Afrikaspiele 2019/Leichtathletik – 1500 m der Frauen
Der 1500-Meter-Lauf der Frauen bei den Afrikaspielen 2019 fand am 29. und 30. August im Stade Moulay Abdallah in Rabat statt.
16 Läuferinnen aus elf Ländern nahmen an dem Wettbewerb teil. Die Goldmedaille gewann Quailyne Jebiwott Kiprop mit 4:19,33 min, Silber ging an Mary Kuria mit 4:20,19 min und die Bronzemedaille gewann Lemlem Hailu mit 4:20,60 min.

## Rekorde
| Weltrekord        | Genzebe Dibaba | 3:50,07 min | Herculis (IAAF Diamond League), Monaco | 17. Juli 2015 |
| Rekord der Spiele | Gelete Burka   | 4:06,89 min | Afrikaspiele in Algier, Algerien       | 22. Juli 2007 |

## Halbfinale
Aus den zwei Halbfinalläufen qualifizierten sich die jeweils vier Ersten jedes Laufes – hellblau unterlegt – und zusätzlich die vier Zeitschnellsten – hellgrün unterlegt – für das Finale.

### Lauf 1
29. August 2019, 17:22 Uhr
| Platz | Athletin                         | Land                         | Zeit (min) |
| ----- | -------------------------------- | ---------------------------- | ---------- |
| 1     | Quailyne Jebiwott Kiprop         | Kenia                        | 4:28,11    |
| 2     | Halima Hachlaf                   | Marokko                      | 4:28,99    |
| 3     | Mary Kuria                       | Kenia                        | 4:29,14    |
| 4     | Esther Chebet                    | Uganda                       | 4:29,59    |
| 5     | Adanech Anbesa                   | Äthiopien                    | 4:30,62    |
| 6     | Matsogny de Narvelle Gerlucherie | Republik Kongo               | 4:40,13    |
| 7     | Mado Ngalula Aminata             | Demokratische Republik Kongo | 4:54,70    |
|       | Carla Patricia Mendes            | Kap Verde                    | DNS        |
|       | Siham Hilali                     | Marokko                      | DNS        |
|       | Tsepang Sello                    | Lesotho                      | DNS        |

### Lauf 2
29. August 2019, 17:32 Uhr
| Platz | Athletin             | Land      | Zeit (min) |
| ----- | -------------------- | --------- | ---------- |
| 1     | Lemlem Hailu         | Äthiopien | 4:13,92    |
| 2     | Loice Chemnung       | Kenia     | 4:14,06    |
| 3     | Malika Akkaoui       | Marokko   | 4:15,46    |
| 4     | Rahel Daniel         | Eritrea   | 4:16,22    |
| 5     | Neide Dias           | Angola    | 4:18,59    |
| 6     | Haifa Tarchoun       | Tunesien  | 4:25,11    |
| 7     | Kadra Mohamed Dembil | Dschibuti | 4:32,46    |
| 8     | Mirriam Kachingwe    | Malawi    | 4:52,38    |
| 9     | Moneyi Chingaipe     | Malawi    | 4:59,59    |
|       | Mokulubete Makatisi  | Lesotho   | DNS        |

## Finale
30. August 2019, 17:35 Uhr
| Platz | Athletin                 | Land      | Zeit (min) |
| ----- | ------------------------ | --------- | ---------- |
|       | Quailyne Jebiwott Kiprop | Kenia     | 4:19,33    |
|       | Mary Kuria               | Kenia     | 4:20,19    |
|       | Lemlem Hailu             | Äthiopien | 4:20,60    |
| 4     | Malika Akkaoui           | Marokko   | 4:20,64    |
| 5     | Esther Chebet            | Uganda    | 4:21,04    |
| 6     | Halima Hachlaf           | Marokko   | 4:22,59    |
| 7     | Loice Chemnung           | Kenia     | 4:24,14    |
| 8     | Neide Dias               | Angola    | 4:24,99    |
| 9     | Adanech Anbesa           | Äthiopien | 4:25,84    |
| 10    | Rahel Daniel             | Eritrea   | 4:27,04    |
| 11    | Kadra Mohamed Dembil     | Dschibuti | 4:34,95    |
|       | Haifa Tarchoun           | Tunesien  | DNF        |